# Селищний провулок
Селищний провулок — провулок у Салтівському районі Харкова. Пролягає від Тюрінської вулиці до Спортивного провулку.

## Історія
На початку XX століття на місцевості між вулицями Тюрінською і Лесі Українки був пустир. У 1920-х роках розпочалося будівництво робітничого селища «Металіст». За проєктом архітектора В. К. Троценка були зведені двоповерхові котеджі на 4 квартири. Сучасний Селищний провулок мав назву Посілкової вулиці до 1938 року. У 1968 році почалося будівництво універмагу «Харків», у зв'язку з чим знесли кілька котеджів.

## Будинки
- Будинок № 1 — пам'ятка архітектури Харкова, охорон. № 460, 1923—1924 роки. Архітектор В. К. Троценко. Колишній котедж робітничого селища «Металіст», був перебудований, фактично втратив автентичність. З 1995 року в ньому міститься Музей видатних харків'ян ім. К. І. Шульженко. У 2001 році перед музеєм встановили пам'ятник Клавдії Шульженко (скульптор М. Овсянкін, архітектор О. Жук).
- Будинок № 2 — колишній будинок побуту, панельний, п'ятиповерховий. Зайнятий торговельними й офісними приміщеннями. Також у ньому розташований Ісламський культурний центр.